# 동시대사

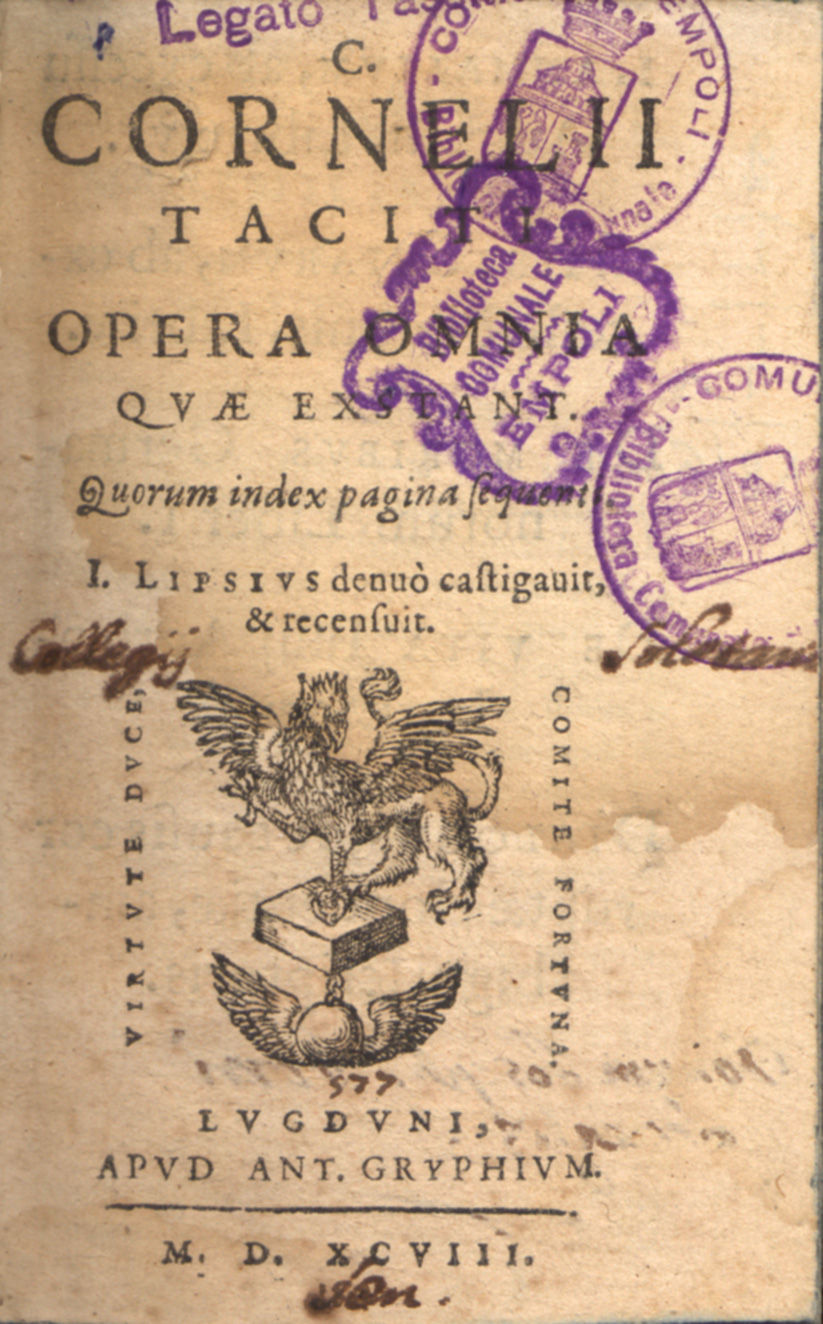
1598년 판

《동시대사》(라틴어: Historiae, 100년경~110년경)는 타키투스가 쓴 로마 역사 연대기이다.
네로 사후(68)의 내란부터 도미티아누스 황제(재위 81-96)까지의 역사를 대상으로 해서 12권으로 되어 있었으나 현재는 최초의 4권 및 제5권의 일부만이 남아 있을 뿐이며 이것을 바탕으로 69년과 70년 등 불과 2년간의 사건을 알 수 있을 뿐이다.

## 같이 보기
- 로마 편년사